# چارلز بونیان جونیور
چارلز بونیان جونیور (انگلیسی: Charles Bunyan Jr.; ۲۲ نوامبر ۱۸۹۲ – ۱۹۷۵ (۸۲−۸۳ سال)) بازیکن فوتبال اهل بریتانیا بود.
از باشگاه‌هایی که در آن بازی کرده‌است می‌توان به باشگاه فوتبال چلسی و باشگاه فوتبال خنت اشاره کرد.